# Milionia auriflamma
Milionia auriflamma là một loài bướm đêm trong họ Geometridae.